# Karissa Schweizer
Karissa Schweizer (* 4. Mai 1996 in Urbandale, Iowa) ist eine US-amerikanische Leichtathletin, die sich auf den Langstreckenlauf spezialisiert hat.

## Sportliche Laufbahn
Karissa Schweizer besuchte von 2014 bis 2018 die University of Missouri in Columbia und wurde in den Jahren 2017 und 2018 NCAA-Meisterin im 5000-Meter-Lauf. Bei den Crosslauf-Weltmeisterschaften 2019 in Aarhus gelangte sie nach 40:04 min auf Rang 56 und qualifizierte sich im selben Jahr über 5000 Meter für die Weltmeisterschaften in Doha, bei denen sie mit 14:45,18 min im Finale den neunten Platz belegte. 2021 nahm sie über 5000 und 10.000 Meter an den Olympischen Spielen in Tokio teil und klassierte sich dort mit 14:55,80 min im Finale über 5000 Meter auf dem elften Platz und lief im 10.000-Meter-Lauf nach 31:19,96 min auf Rang zwölf ein. Im Jahr darauf siegte sie in 4:00,75 min über 1500 Meter beim Portland Track Festival und anschließend erreichte sie bei den Weltmeisterschaften in Eugene das Finale über 5000 Meter und kam dort nicht ins Ziel. Zudem belegte sie in 30:18,05 min den neunten Platz über 10.000 Meter. Nachdem sie verletzungsbedingt 2023 kaum Wettkämpfe bestritten hatte, nahm sie im Jahr darauf erneut an den Olympischen Sommerspielen in Paris teil und gelangte dort mit 14:45,57 min im Finale auf Rang zehn über 5000 Meter. Zudem wurde sie in 30:51,99 min Neunte über 10.000 Meter.
2022 wurde Schweizer US-amerikanische Meisterin im 10.000-Meter-Lauf.

## Persönliche Bestleistungen
- 1500 Meter: 4:00,02 min, 21. Juli 2020 in Portland
  - 1500 Meter (Halle): 4:08,32 min, 15. Februar 2020 in Albuquerque
  - 1 Meile (Halle): 4:27,54 min, 27. Januar 2018 in New York City
- 3000 Meter: 8:34,96 min, 22. August 2024 in Lausanne
  - 3000 Meter (Halle): 8:25,70 min, 27. Februar 2020 in Boston (Nordamerikarekord)
- 2 Meilen: 9:31,89 min, 27. April 2018 in Des Moines
- 5000 Meter: 14:26,34 min, 10. Juli 2020 in Portland
  - 5000 Meter (Halle): 15:11,56 min, 24. Februar 2019 in Boston
- 10.000 Meter: 30:18,05 min, 16. Juli 2022 in Eugene